# Gustav Adolph August von Roebel
Gustav Adolph August von Roebel (* 6. Juni 1822 in Mohrungen; † 1883) war ein preußischer Verwaltungsjurist und Landrat im Kreis Ortelsburg in der Provinz Ostpreußen.

## Leben
Roebel besuchte in Berlin das Gymnasium und absolvierte auch in Berlin ein Studium der Rechte. 1845 begann er als Auskultator im Land- und Stadtgericht Stolp und war ab 1847 am Oberlandesgericht Köslin tätig. 1850 wirkte er als Regierungsassessor in Königsberg (Preußen). Ab 1852 bis 1868 amtierte Roebel als Landrat im Kreis Ortelsburg. 1869 war er als Regierungsrat bei der Regierung in Gumbinnen tätig.
Von 1866 bis 1869 war Roebel Mitglied des preußischen Abgeordnetenhauses in der konservativen Fraktion.